# Francisco Javier López Bravo
Francisco Javier López Bravo, más conocido como Bravo, (6 de abril de 1974) es un futbolista español. Bravo se retiró en 2011 como jugador en el Club Deportivo Rincón del que pasó a formar parte como entrenador. 

## Palmarés

### Copas internacionales
| Título                    | Club        | País   | Año  |
| ------------------------- | ----------- | ------ | ---- |
| Copa Intertoto de la UEFA | Málaga C.F. | España | 2002 |

## Clubes
| Club                    | País              | Año       |
| ----------------------- | ----------------- | --------- |
| Club Atlético Malagueño | Bandera de España | 1992-1994 |
| Málaga CF               | Bandera de España | 1994-2003 |
| Rayo Vallecano          | Bandera de España | 2003-2004 |
| UD Almería              | Bandera de España | 2003-2004 |
| Racing Portuense        | Bandera de España | 2004-2005 |
| UD Melilla              | Bandera de España | 2005-2007 |
| CD La Unión             | Bandera de España | 2007-2008 |
| Real Oviedo             | Bandera de España | 2007-2008 |
| Vélez Club de Fútbol    | Bandera de España | 2008-2010 |
| Club Deportivo Rincón   | Bandera de España | 2010-2011 |

- Datos: Q8962425